# 城中街道 (泰州市)
城中街道，是中华人民共和国江苏省泰州市海陵区下辖的一个乡镇级行政单位。

## 行政区划
城中街道下辖以下地区：
洧水社区、税务社区、高桥社区、歌舞社区、中山社区、钟楼社区、周桥社区、南山社区、八字社区、文昌社区、泰山社区、书院社区、方洲社区和南蒲社区。